# Намдари, Азаде

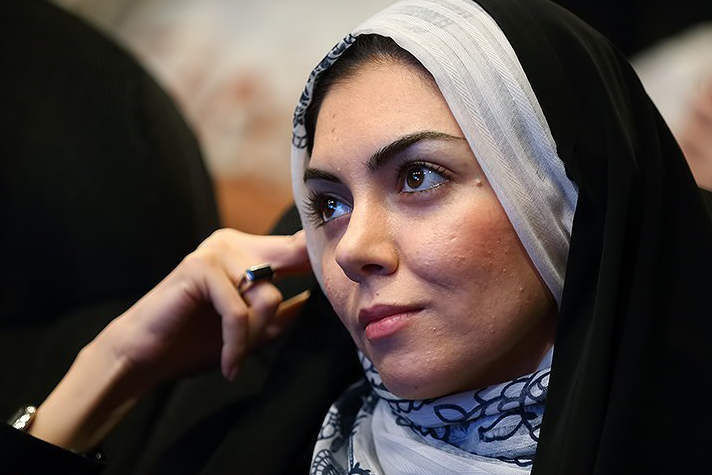
Азаде Намдари на 8-м фестивале Ассоциации иранских кинокритиков и писателей, август 2014 года.

Азаде Намдари (перс. آزاده نامداری‎, 30 ноября 1984, Керманшах — 27 марта 2021[…], Тегеран) — иранская актриса и телеведущая.

## Ранние годы
Намдари родилась 30 ноября 1984 года в провинции Керманшах, Иран. Окончила Университет Шахида Бехешти. Её актёрская и телевизионная карьера, начатая в 2004 году, продолжалась до её внезапной смерти в 2021 году. Работала на каналах Иранской радиотелевизионной корпорации (IRIB). Азаде дважды была замужем и имела одного ребёнка.

## Скандал
25 июля 2017 года появилось видео, на котором Намдари пьёт пиво без хиджаба во время отпуска в Швейцарии. Мероприятие вызвало негативную реакцию в социальных сетях, поскольку она выступала за чёрную чадру и обязательный исламский дресс-код в Иране.

## Смерть
Азаде Намдари умерла 26 марта 2021 года в возрасте 36 лет. По данным иранских новостных агентств, её тело было обнаружено через 48 часов после смерти в её квартире в районе Саадатабад на западе Тегерана. Информационное агентство Mehr процитировало «информированный источник», который сообщил, что причиной смерти стало самоубийство.